# Crioa nycterina
Crioa nycterina là một loài bướm đêm trong họ Noctuidae.